# Palau Giustinian
El Palau Giustinian és un palau de Venècia situat al districte de Dorsoduro, amb accés des del terreny de Campiello dei Squellini, prop de San Barnaba, i amb vistes al Gran Canal al costat de Ca' Foscari; com aquest últim, es troba entre les millors expressions del gòtic venecià tardà.
És un sol edifici, tot i que està format més pròpiament per dos edificis bessons: l'edifici de la dreta, que allotja les sales de la Universitat "Ca' Foscari", es coneix com a "Ca' Giustinian dei Vescovi", pel nom de la branca d'aquesta família que hi vivia; l'altre (propietat de la noble família veneciana Brandolini D'Adda) com a "Ca' Giustinian dalle Zogie" (joies, joies)..

## Història

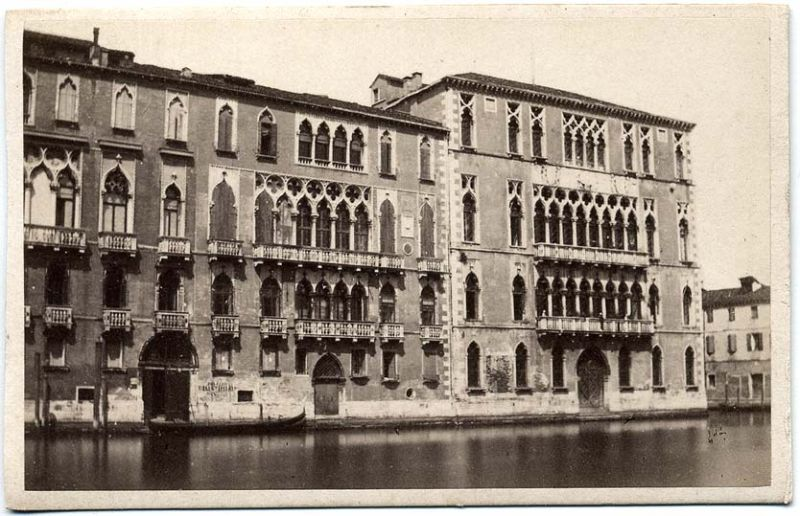
Palau Giustinian en una foto històrica presa per Carlo Naya, cap al 1869.

Els dos edificis bessons van ser construïts a la segona meitat del segle XV, cap al 1452, probablement amb la participació de Bartolomeo Bon i Giovanni Bon.... Van ser encarregats per la prestigiosa i antiga família Giustinian. Ja llavors estaven destinats a les dues branques de la família, i només després d'un cert temps es van unir i harmonitzar a través de la part central de la façana.
Una important renovació va ser supervisada per Giuseppe Darù, propietari de l'edifici proper a Ca'Foscari.. Venuda al segle XIX, hi va viure el pintor Natale Schiavoni, que hi va instal·lar una valuosa col·lecció d'art, i el compositor Richard Wagner, que hi va compondre el segon acte de Tristany i Isolda entre 1858 i 1859. Va romandre al palau durant set mesos: va ser el primer dels seus viatges venecians.. També durant aquest període, el jardí posterior es va enriquir amb una densa arbreda artificial, una de les més grans de Venècia.
Un altre convidat il·lustre de l'edifici va ser el novel·lista estatunidenc William Dean Howells, que va ser cònsol a Venècia del 1861 al 1865. El 1866 va publicar l'obra Vida veneciana com a memòries de les seves experiències a la ciutat. El violinista hongarès Franz von Vecsey també hi va viure del 1925 al 1935 i es recorda com els gondolers portaven els turistes sota les seves finestres per deixar-los escoltar el violinista tocar.

## Descripció

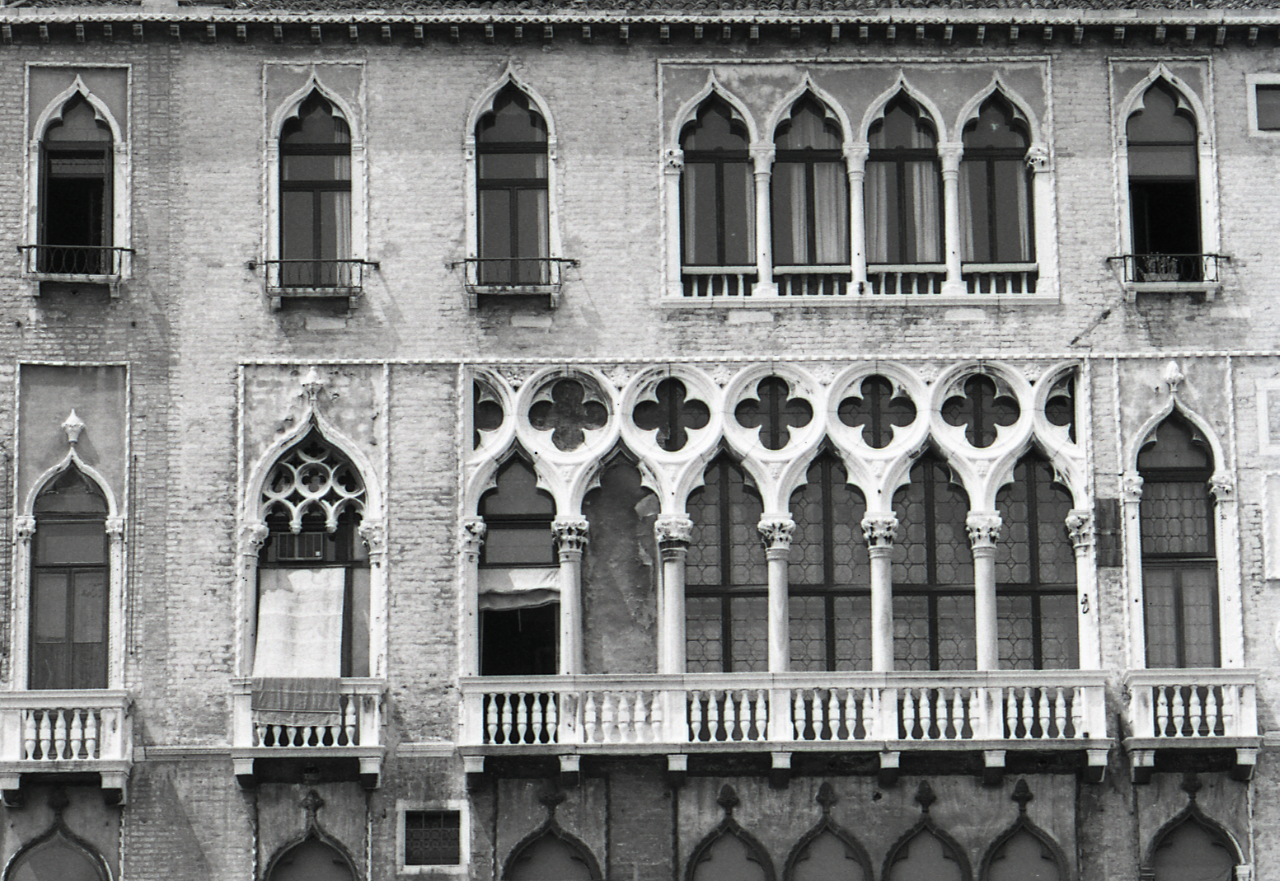
Detall de la façana. Fotografia de Paolo Monti, 1969.

Els edificis, que tenen una planta en forma de L de quatre plantes, comparteixen molts elements decoratius de la façana amb Ca' Foscari. Tota la façana, de quaranta-quatre metres i desenvolupada gairebé completament simètricament respecte a l'eix central, sembla haver estat creada amb l'objectiu precís de donar compacitat arquitectònica a l'edifici, que continua percebut però com la fusió de dos edificis, al contrari del que passa amb el Palau Bembo. La manca de compacitat a la façana es deu al pla del mateix edifici. L'eix central de la planta baixa ja no és quelcom purament geomètric, sinó que esdevé el tercer portal d'aigua, el central, que dóna accés al carrer del darrere, que separa els dos edificis i els seus respectius patis.
Cadascun dels dos edificis té finestres centrals amb mainells per il·luminar els porteghi (sales de recepció principals): la primera i l'última planta tenen quadrifores senzilles, mentre que la planta principal, la segona, està decorada amb un hexà-forn descentrat caracteritzat pel famós motiu d'arcs entrellaçats amb un quadrilòbul. Més precisament, les finestres hexafornades no estan descentrades, sinó que estan disposades simètricament respecte a un altre eix, concretament el que dibuixa el portal central. Les finestres monòfores que envolten les finestres polífores centrals són d'arc ogival o trilobulat, amb flors a la part superior; dues finestres monòfores del segon pis, que són més amples, presenten un elaborat calat amb capitells penjants. Aquests, amb el septe de marbre sota l'arc perforat amb arcs penjants, creen "un fraseig arquitectònic més ajustat i continu", com va dir Umberto Francoi. D'altres, coincidint amb aquesta visió dels fets, assenyalen que darrere d'aquests forats, però, no es desenvolupa una estructura molt més profunda que una sola habitació. D'un valor extraordinari són els capitells amb caps de querubins. Les vores estan decorades amb un motiu de dents de serra fet de pedra d'Ístria. La finalitat d'aquest marc sembla ser precisament la de donar compacitat a l'estructura.
Pel que fa al pla, sembla que aquest ha estat determinat per raons logístiques i constructives específiques vinculades a la parcel·la, els límits i les necessitats personals de les dues unitats familiars que hi podrien haver estat allotjades. En concret, va caldre construir dos patis, dues escales i dues entrades. Els patis tenen merlets que imiten els medievals. En particular, cadascun dels dos edificis no té només un pati, sinó dos, ja que cadascun dels dos té un pati central i un jardí més gran a la part posterior. Els dos últims són molt diferents: el Palau Giustinian dei Vescovi té un pati a la part posterior envoltat de columnes llombardes amb capitells jònics, caracteritzat per una escala gòtica, sobre la qual hi ha la placa Restauratum 1902. Helen d'Aubery, mentre que Ca' Giustinian dalle Zogie no només té un pati, sinó també un gran jardí amb un pou. Fa temps hi havia dues escales, totes dues tancades com una lògia.
Els interiors del Palau Episcopal es caracteritzen per la presència d'un gran pòrtic decorat amb estuc, amb sostres creats per Giovan Battista Cedini i amb un fris que representa les cares de diversos artistes. El portell del cos sud presenta en canvi els escuts de l'antiga família propietària, amb marcs daurats.